# Église de l'Assomption-de-la-Vierge de Pont-Sainte-Marie
L'église de l'Assomption-de-la-Vierge est une église située à Pont-Sainte-Marie, en France.

## Description
Église du XVIe ayant trois nefs et une abside mais sans transept. Elle possède seize verrières et sa porte sud est de 1553, son clocher a été débuté en 1550. 

### Mobilier
Elle a un ensemble de peintures du XVIe siècle dont :
- un retable tripartite de la Flagellation, la Crucifixion et la Résurrection[3],
- une Annonciation[4],
- Convoi de la Vierge ayant l'épisode du Grand Prêtre de grande taille[5],,
- un mariage de Marie[6],
- une Nativité de Marie[7],

- Isaïe[8],
- Jérémie[9].

Une statuaire de la même époque :
- Déploration[10] en chêne polychrome,
- Vierge de l'Annonciation[11] en calcaire polychrome doré.

Une tribune d'orgues en fer forgé, peint et doré qui est de 1855 et les piliers de bois datant du XVIe.
Des stalles en chêne et ferronnerie qui sont du XVIIe.

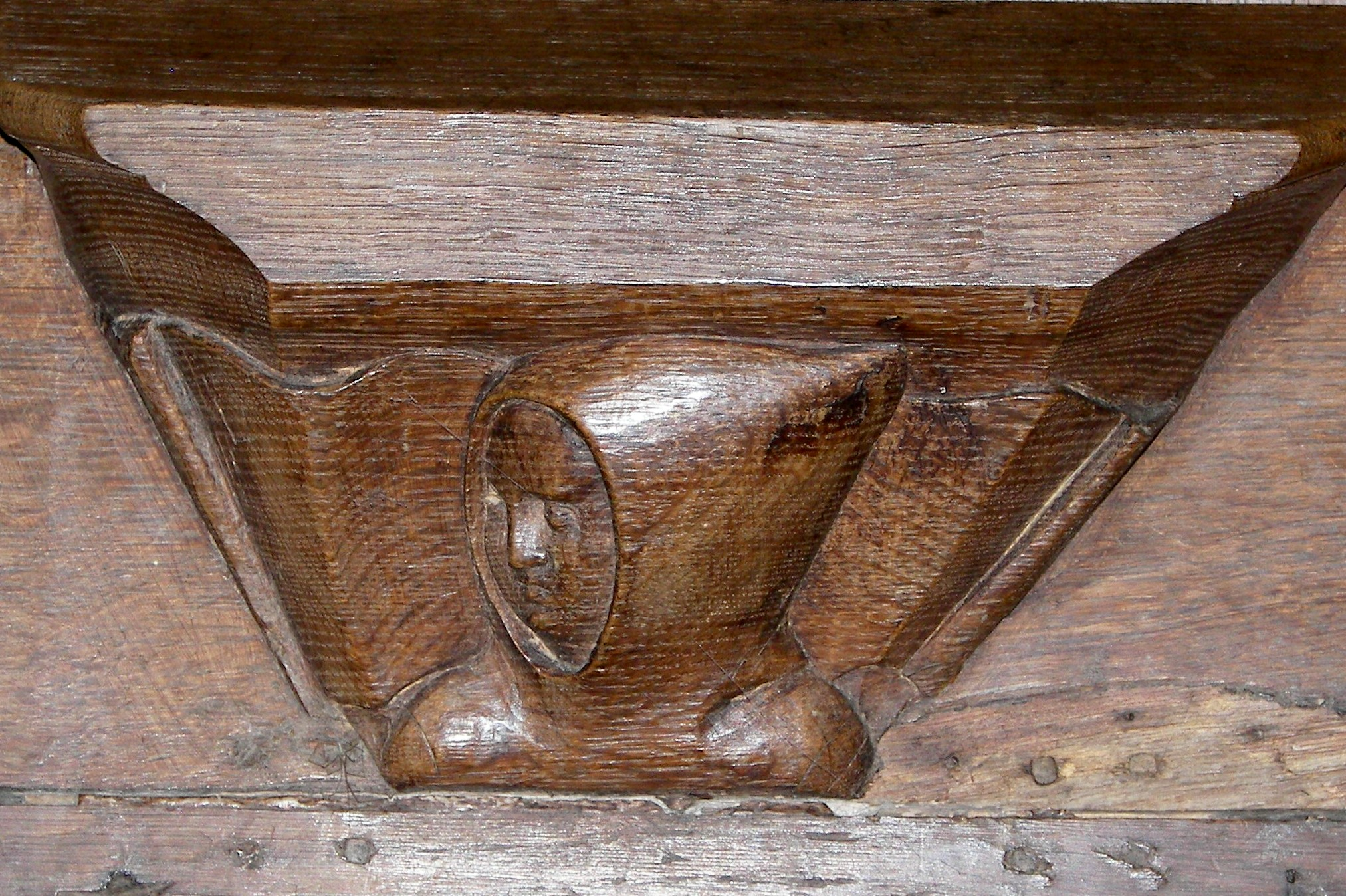
Détail des stalles.

## Localisation
L'église est située sur la commune de Pont-Sainte-Marie, dans le département français de l'Aube.

## Historique
Pont était le siège d'une paroisse qui comprenait aussi Lavau et La Valotte, de l'archiprétrise de Troyes à la présentation du châpitre cathédrale.
L'édifice est classé au titre des monuments historiques en 1895.

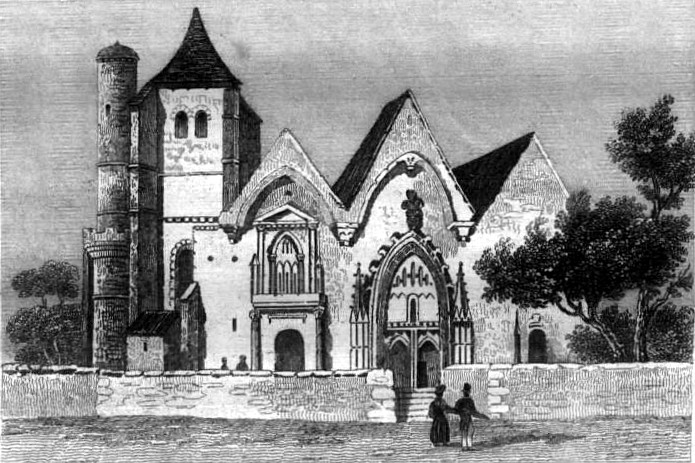
In Guide pittoresque de la Champagne.